# Саїд ібн Мактум
Саїд ібн Мактум Аль Мактум (араб. سعيد بن مكتوم آل مكتوم) чи Саїд II (1878, Шиндагха, Дубай — 9.09.1958, Дубай) — шейх Дубая з династії Аль-Мактум в 1912—1958 годах.

## Біографія
Шейх Саїд ібн Мактум був сином шейха Мактум Хашера ібн Мактума і успадкував престол Дубая в листопаді 1912 року після смерті шейха Буті ібн Сухайла. У 1929 році шейх Саїд був повалений своїм далеким родичем шейхом Мані ібн Рашидом, проте вже за три дні зумів повернути собі владу.
До початку правління шейха Саїда основним джерелом доходів шейхства був видобуток і торгівля перлами. За роки його правління порт Дубая був перетворений на найбільшу торгову гавань Перської затоки і всього Аравійського півострова, що зробило Дубай найбагатшим з шейхств Договірного Оману. У 1952 році шейх Саїд електрифікував Дубай, під його владою населення емірату збільшилося втричі. В наслідок цих заходів, що ним проводилися, місто Дубай перетворилося на сучасний мегаполіс.
Улюбленим відпочинком і розвагою шейха Саїда була традиційне арабське соколине полювання, яка влаштовувалось зазвичай на межі міста Дубая з прилеглими пустельними районами. Свій вільний час шейх Саїд також проводив на фінікових плантаціях, що належали йому, в сусідньому шейхстві Рас-ель-Хайма. Саїд ібн Мактум мав чотирьох синів, старший з яких — Рашид бін Саїд Аль Мактум— успадкував від батька як пристрасть до соколиного полювання, так і владу над шейхством Дубай.